# MBK Ružomberok
MBK Ružomberok (celým názvem: Mestský basketbalový klub Ružomberok) je slovenský ženský basketbalový klub, který sídlí v Ružomberku v Žilinském kraji. Klubové barvy jsou oranžová a bílá.
Založen byl v roce 1941, účastníkem československé ligy byl poprvé v roce 1979. Získal 14 titulů mistra v řadě po sobě (3 československé, 11 slovenských), první v sezoně 1990/91. Dvakrát zvítězil v nejprestižnější kontinentální basketbalové soutěži Eurolize, pod vedením trenérky Natálie Hejkové. V minulosti vystupoval i pod názvy SBZ Ružomberok, TJ Ružomberok, TJ SCP Ružomberok, SCP Ružomberok, Sipox Ružomberok (1994-95), MŠK Sipox Ružomberok (1995-96), znovu SCP Ružomberok, od roku 2003 pak hraje pod názvem MBK Ružomberok.
Své domácí zápasy odehrává ve sportovní hale Koniareň s kapacitou 4 500 diváků.

## Historie

### Začátky basketbalu v Ružomberku
Začátky basketbalu na půdě města se předpokládají již v roce 1938 na místním gymnáziu. V souvislosti se ženským basketbalem se vzpomíná zájezd do Prievidze a Baťovian v roce 1948. Výraznějších úspěchů družstvo žen nedosahovalo, až v roce 1960 se probojovalo do nejvyšší slovenské soutěže, 2. ligy. Ružomberok odehrál v tomto roce i přípravný zápas s mistrem NDR Humboldtovo univerzitou, ve kterém podlehl 50–83. Zajímavostí je, že se hrálo ve Veľkej dvorane Kultúrného domu Andreja Hlinku, zápasy se ale většinou hrávaly v Sokolovně. V dalších letech se TJ Ružomberok stal stabilním účastníkem 2. ligy, pod vedením Pavla Ondry dosahoval solidních výsledků a zahrál si i kvalifikaci o postup do československé ligy.

### Postup do nejvyšší soutěže (1979–1987)
V roce 1979 postoupili TJ SCP Ružomberok pod vedením Jana Berana a Vladimíra Lubelana do nejvyšší soutěže - československé ligy. Za družstvo žen tehdy nastupovaly Červeníková, Combová, Dekýšová, Kmeťková / Grafová, Haríňová, Hančíková, Jánošová / Karčáková, Lichnerová, Nagyová, Ostrienková / Vlková, Urbanová. Později přišly Zdena Mottlová, Žbirková, Kotoučová. Ružomberok se pohyboval většinou ve středu tabulky, už i s pozdější trenérkou Natálií Hejkovou, která přišla ze Slávie VŠ Praha. V roce 1984 klub opět spadl do 1. slovenské ligy. Opětovně postoupil až v roce 1986, ale hned se zase s federální ligou rozloučil.

### Zlatá éra ružomberského basketbalu (1987–2003)
Nejúspěšnější období v historii ružomberského basketbalu zažil klub pod vedením dvojice Natália Hejková - Jozef Smolek v letech 1987–2003. V sezóně 1989/90 poprvé pronikl Ružomberok mezi československou elitu, když ve federální lize skončil na 3. místě. V dalším ročníku už pod koši kraloval, když získal svůj první československý titul. V družstvu už v té době hrála rozehrávačka Iveta Bieliková, která později zažila všechny klubové úspěchy Ružomberku. V sezóně 1990/191 se Ružomberok poprvé představil v Poháru Ronchettiové.

#### Návrat do nejvyšší soutěže
V ročníku 1987/88 se na trenérskou lavičku posadila Natália Hejková, pozici manažera zastávala další výrazná postava ružomberského basketbalu Jozef Smolek. Po postupu do nejvyšší soutěže se nováček umístil na 6. místě. V sezóně 1989/90 Ružomberok dosáhl již na 3. místo. V sezóně 1990/91 Ružomberok získal svůj premiérový mistrovský titul. Za Ružomberok v té době hrávaly Belickaiteová, Beňušová, Bieliková, Frolova, Chamajová, Chebeňová, Látalová, Pavláková, Pavúková, Pisarčíková, Pytlová, Rázgová.

#### 1991/92
V sezóně 1991/92 se Ružomberok premiérově představil v Poháru mistrů evropských zemí, předchůdci dnešní Euroligy. V 1. předkole vyřadil tureckého mistra Galatasaray Istanbul (96–64d, 68–88v), ve 2. předkole narazil na pozdějšího vítěze soutěže Dorna Godella Valencia. Španělský mistr v čele s 202 cm vysokou Razijou Mujanovičovou (3krát vyhlášenou za nejlepší basketbalistku Evropy) byl nad síly slovenského mistra a postoupil po dvou vítězstvích 88–82 a 84–69.

#### 1992/93
Sezóna 1992/193 byla pro Ružomberok na mezinárodní scéně průlomová. Po suverénním postupu přes finského mistra Forssan Alku (98–91v, 130–72d) se v 3. předkole utkal s polským týmem MTK Polfa Pabianice. Po vysoké prohře v prvním zápase 92–111 už málokdo věřil v postup, ale v domácím zápase SCP zvítězilo díky výbornému závěru zápasu 9065 a zajistilo si účinkování ve skupinové fázi PMEZ. Ve skupině se utkalo s SFT Como, Dorna Godellou Valencií, francouzským mistrem Challes Savoie Basket, ukrajinským Dynamem Kyjev a maďarským Mizo VSK Pécs.
Zejména díky čtyřem domácím vítězstvím na ružomberském zimním stadionu si Ružomberok zajistil postup do Final Four ve španělské Llírii. Cenné bylo domácí vítězství 78–74 nad pozdějším vítězem Valencií, jejíž dres tehdy oblékala dvojnásobná nejlepší basketbalistka evropského kontinentu Ruska Natalia Zasulská a americká basketbalistka Katrin McLainová. Po prohrách 72–85 s Comem a 52–72 s Challes skončil Ružomberok v závěrečném turnaji na celkovém 4. místě. V posledním ročníku federálním ligy vyhrál Ružomberok celou soutěž bez jediné prohry. Tým nastupoval během sezóny nejčastěji se základní pětkou Iveta Bieliková, Barbora Garbová, Martina Godályová, Dalia Kurtinaitineová, Ingrida Jonkuteová, oporami také byly Milena Rázgová -Paulišincová a výborná střelkyně zpoza trojkového oblouku Kamila Pavláková.

#### 1993/94
Sezóna 1993/94 přinesla Ružomberku zklamání, po předchozí úspěšné sezóně se týmu s prakticky nezměněným složením nepodařilo postoupit do skupinové fáze PMEZ. V 1. předkole si sice suverénně poradil se švédským Arvika Basket (86–56v, 99–61d), ale ve 2. předkole se Ružomberok po nevydařeném zápase v Německu s týmem GoldZack Wuppertal (69–92v, 67–60d) musel se soutěží rozloučit. Ružomberok mohlo těšit alespoň to, že vypadl s pozdějším účastníkem závěrečného turnaje, který vedla jedna z nejlepších světových basketbalistek devadesátých let Sandra Brondellová. Malou náplastí mohlo být alespoň vítězství ve středoevropském Superpoháru. Zajímavostí je, že v této sezóně se v Ružomberku v rámci přípravy představila ve 2 zápasech i reprezentace Japonska. Zisk titulu ve slovenské lize byl pokládán za povinnost, o suverenitě Ružomberka svědčí i vysoká vítězství ve finále se Sporitelňou Bratislava 101–68 a 60–45.

#### 1994/95
Po neúspěchu v předchozím vydání PMEZ došlo v ročníku 1994/95 k několika změnám v kádru. Odešly obě litevské pivotky Jonkuteová a Kurtinaitieneová, Barbora Garbová a Milena Rázgová. Přišlo několik mladých hráček, ale především kvalitní legionářky, vynikající střelkyně Dynama Kyjev a olympijská vítězka z Barcelony Jelena Žirková a pivotka ruské sborné Jelena Mozgová. Po vydřenému postupu přes rumunský BC Icim Arad (53–79v, 96–62d) se soupeři Ružomberka v základní skupině staly Sporting Atény, US Valenciennes-Orchies, Dorna Godella Valencia, FTC Diego Budapešť a CSKA Moskva.
Navzdory nepříliš vydařené skupinové fázi, ve které hráčky Ružomberoku dosáhly jen na 3 vítězství (2× nad Budapeští a po výborném výkonu doma 86–61 nad Aténami) se družstvu podařilo postoupit do čtvrtfinále, kde vypadlo s Comem po 2 prohrách (76–80d, 70–81v). Ružomberok vládl i v domácí soutěži, kde prohrál pouze jediný zápas s Spartakem Myjava a ve finále si ve 2 zápasech poradil se stejným soupeřem 76–45, 76–61. Připsal si také triumf v Maďarsko-slovenském poháru.

#### 1995/96
Sezóna 1995/96 začala účastí na Golden Cupu, neoficiálním mistrovství světa klubů v brazilské Paulínii. V silné konkurenci skončil Ružomberok po prohře s domácí Paulínií na 4. místě, ale na turnaji dokázal porazit i úřadujícího vítěze PMEZ SFT Como. Do kádru přibyla reprezentantka Dagmar Huťková z UMB Banská Bystrica a talentovaná pivotka Alena Kováčová z Popradu. V 2. předkole PMEZ si Ružomberok bez problémů poradil se švédským mistrem Nerike Basket Orebro (69–55v, 94–61d). S jedinou prohrou se Sipox Ružomberok stal suverénním vítězem skupiny A v konkurenci tradičního rivala Dorna Godelly Valencie, Dynama Kyjev, Galatasaraye Istanbul, CSKA Moskva a Ježice Lublaň a do bojů o Final Four se Sportingem Athény šel jako favorit. Se Sportingem si poradil 2–1 na zápasy (72–66d, 62–64v, 69–54d). Final Four se konalo v bulharské Sofii. Ružomberok po prohře s BTV Wuppertal 67–84 zvítězil v souboji o 3. příčku s francouzským CJM Bourges 65–59.
V domácí lize pokračovala suverenita Ružomberčanek a žádný vážnější konkurent se neobjevil. Ve finále si Ružomberok poradil s Cassovií Košice 86–68 a 88–70. Ružomberok v roce 1996 poprvé zvítězil v anketě Sportovec roku (slovenský) v kategorii Kolektiv.

#### 1996/97
Sezónu 1996/97 začal Ružomberok pod staronovým názvem SCP Ružomberok, do kádru přibyly další slovenské reprezentantky, pivotka Renata Hiráková z francouzské ligy a Ľubica Jonisová (Schultzeová), výrazněji se prosazovala i šikovná rozohrávačka Slávka Frniaková (Bučáková). V rámci přípravy na sezónu se tým představil na prestižním asijském turnaji Jones Cup, kde obsadil celkové 2. místo (turnaj vyhrál výběr Kanady), přičemž porazil i výběr KLDR 88–69 a výběr Japonska 93–61, s výběrem USA prohrál 62–72. Pohár mistrů evropských zemí se hrál poprvé pod novým názvem Euroliga, ve skupině A se spolu s Ružomberkem ocitly CD Pool Getafe Madrid, US Valenciennes Olympic, Galatasaray Istanbul, Mizo VSK Pécs, DJK Wildcats Aschaffenburg, TMC Ahena Cesena a Croatia Záhřeb. Během sezóny si nepříjemně zranila koleno Martina Godályová, musela absolvovat dlouhodobější rekonvalescenci. Ze skupiny si SCP zajistil bezproblémový postup z 3. místa a v play-off se utkal s českým mistrem IMOS Žabovřesky. Po vysokém vítězství na půdě soupeře (87–59), byl postup potvrzen i domácím vítězstvím (63–57). Ve Final Four, které se konalo v řecké Larisse ztroskotaly "žabky" tradičně na Wuppertalu 66–87 a v souboji o třetí místo zvítězily nad Comem 75–58. Ve finále slovenské ligy se klub setkal s tradičním rivalem Spartakem SAM Myjava, nad kterým zvítězil 77–55.

#### 1997/98
Sezóna 1997/98 tradičně začala účastí na kvalitně obsazených turnajích. Ružomberok nejprve zvítězil na turnaji Eurostars v Toulouse v konkurenci domácího družstva, Parmy, KK Záhřeb, Rhondy Rebels. Ružomberok také zastupoval Slovensko na International Invitational Tournament v USA, kde se utkal ve čtyřech zápasech s reprezentacemi Austrálie a Spojených států. Následně pokračoval další účastí na neoficiálním mistrovství klubů v brazilské Londrině, kde skončil na 3. místě po vítězství nad CJM Bourges.
Po zdravotních problémech musela skončit s basketbalem Jelena Mozgová, na post pivotky proto generální manažer Smolek sháněl adekvátní náhradu, na spadnutí byl přestup Natálie Zasulské. Nakonec do Ružomberka přestoupila moldavská reprezentantka Natália Sviščevová, také mladá křídelnice Zuzana Žirkova a z Banské Bystrice mladší sestra Anny Kotočové Silvia Janoštinová. Samotná euroligová sezóna vzhledem k síle kádru nemohla být hodnocena jako úspěšná. Ve vyrovnané a silné skupině se o postup bilo spolu s Ružomberkem 6 týmů: CJM Bourges, Pool Getafe Madrid, SG Comense Como, CSKA Moskva, WBC Ježica Lublaň. Další 2 kluby Sporting Athény a FTC Diego Budapešť dokázaly vyhrát pouze po jednom zápase. Ve čtvrtfinále Euroligy vypadl Ružomberok s francouzským Valenciennes Olympic, když v rozhodujícím zápase na půdě soupeře prohrál o 2 body (73–75).
Dominance v domácí soutěži byla stále výraznější, finálový soupeř Slovan Bratislava utrpěl zahanbující prohry v 3 zápasech 94–49, 77–54, 105–62.

#### 1998/99
Už úvod historické sezony byl pro Ružomberok úspěšný, když na 7. ročníku Golden Cupu v brazilské Londrině skončil na 2. místě.
V kádru družstva nedošlo před sezónou k žádným výrazným změnám, což bylo znát na sehranosti a dobré organizaci hry. Vítězství ve skupině A v konkurenci týmů GoldZack Wuppertal, KK HEMOFARM Vršac, SG Comense, US Valenciennes Olympic, Mizo VSK Pécs, Panathinaikos Atény a Elitzur Ramla naznačilo vysoké ambice Ružomberku v tomto ročníku Euroligy. Ve čtvrtfinále však Ružomberok první zápas nezvládl a prohrál se zkušeným Bourges vysoko 44–65, zdálo se, že naděje na Final Four je ztracena. Ve Francii však podaly hráčky heroický výkon a zvítězily díky výborné obraně 51–42. V rozhodujícím zápase pak doma zvítězily 65–58.
Final Four se konalo v Brně (hostitelem byl tým IMOS Žabovřesky, který se však do závěrečného turnaje nedostal). V semifinálovém zápase se Ružomberok utkal s Galatasarayem Istanbul. V prvním poločase hrály svěřenkyně trenérky Natálie Hejkové velmi nervózně a prohrávaly o 2 body, ale ve druhém poločase přišlo zpřesnění ve střelbě i lepší doskakování, což přineslo zasloužené vítězství 54–47. V zápase z palubovky téměř neodešly J. Marenčíková (39 minut) a I. Bieliková (38 minut). Finále se hrálo 8. dubna 1999 a mělo překvapivě poměrně jednoznačný průběh, když SCP Ružomberok vyhrál nad italským SFT Como 63–48 (34–23), o body se podělily Godályová 16, Sviščevová 14, Kováčová 10, Žirková-Marenčíková 9, Bieliková a Janoštinová po 7.
V kádru vítěze Euroligy byly tyto hráčky:
- Barbora Fabianová
- Denisa Hazuchová
- Renáta Hiráková
- Zuzana Kozáčiková
- Lucia Lásková
- Petra Puchelová
- Iveta Bieliková
- Dagmar Huťková
- Slávka Frniaková
- Zuzana Polónyiová
- Martina Godályová
- Jelena Žirková - Marenčíková
- Alena Kováčová
- Zuzana Žirková
- Silvia Janoštinová
- Natália Sviščevová

Ve finále ligové soutěže vyhrál Ružomberok nad DM Lokomotiva Košice ve 3 zápasech 69–54, 67–53, 74–56.

#### 1999/00
Hned v úvodě sezony navázal slovenský mistr na předchozí úspěšný ročník a zvítězil bez zaváhání na mezinárodních turnajích v Krakově (Lajkonikův pohár) a Záhřebu (Zrinski Frankopani). Ružomberok získal zajímavou posilu, jednu z nejlepších slovenských basketbalistek Andreu Kuklovou.
Ve skupině Euroligy se SCP utkal s celky CJM Bourges, SG Comense, GySEV Ringa Sopron, GoldZack Wuppertal, Lachen Ramat Hasharon, Vigo, WBC Jezica Lublaň a skončil o skóre na druhém místě za francouzským mistrem. Ve čtvrtfinále se setkal s US Valenciennes Olympic, který vyřadil 2–1 na zápasy (72–65, 62–63, 78–49). Final Four se konalo premiérově na domácí půdě v Ružomberku. V semifinálovém utkání si domácí hráčky poradily s Gambrinusem Brno 63–55, když využily svých větších zkušenosti. V zápase zahrála výborně Natália Svisčevová, která byla zároveň nejlepší střelkyní se 14 body. Finále s CJM Bourges nabídlo dramatický průběh, když až druhé prodloužení přineslo rozhodnutí (67–64). SCP Ružomberok se podruhé stal vítězem Euroligy, hrdinkami zápasu byly Svisčevová s 27 body a Iveta Bieliková, autorka důležitých bodů v závěru zápasu.
Kádr vítěze Euroligy tvořily:
- Silvia Janoštinová
- Barbora Fabianová
- Zuzana Kozáčiková
- Lucia Lásková
- Zuzana Polónyiová
- Petra Puchelová
- Iveta Bieliková
- Daniela Číkošová
- Slávka Frniaková
- Andrea Kuklová
- Renáta Hiráková
- Martina Godályová
- Jelena Žirková-Marenčíková
- Alena Kováčová
- Zuzana Žirková
- Natália Svisčevová

Domácí soutěž zvládl Ružomberok bez prohry a ve finále porazil Cassovii Košice ve dvou zápasech suverénně 114–56 a 97–47.

#### 2000/01
Po dalším vítězství v Eurolize se kádr družstva prakticky rozpadl, tržní cena hráček po úspěších stoupala a Ružomberok už nedokázal plnit jejich představy, došlo i k ochlazení vztahů mezi vedením klubu a některými hráčkami. Začalo se mluvit i o rozdílných představách mecenáše klubu Milana Fila a manažera Josefa Smolek.
Z pravidelně hrajících hráček zůstala jen kapitánka Iveta Bieliková, kolem níž vznikl prakticky nový tým. Do Ružomberka přišlo několik mladých hráček a zejména nebývalý počet legionářek. Posilami byly ruská reprezentantka Jelena Karpovová, ukrajinská reprezentantka Olga Šlachovová, srbské reprezentantky Lara Mandičová, Sanja Veselová a Bosňanka Merima Sečerbegovičová. Navzdory velkým změnám se podařilo sestavit kvalitní kádr, který stále suverénně (již popáté bez prohry) vyhrál slovenskou ligu před druhým Slovanem Bratislava. Neztratil se ani v Eurolize, ve skupině C se umístil na druhém místě a v osmifinále vypadl s CJM Bourges (69–79d, 65–84v).

#### 2001/02
V další sezoně Ružomberok sáhl po dalších talentovaných slovenských hráčkách, Gatialové, Čavojské, Růžičkové, Ciulisové, Furkové. Z kádru odešly Šečerbegovičová, Karpovová i Šlachovová. Největší posilou v kádru byla brazilská hvězda Alessandra Santos de Oliveirová (mistryně světa 1994, stříbrná z OH v Atlantě 1996, bronzová z OH v Sydney 2000), která přišla z italského Coma, dále přišla výborná srbská střelkyně Gordana Bogojevičová a také česká reprezentantka hrající WNBA Michaela Pavlíčková. Přišla také reprezentační pivotka Lívia Libičová z Banské Bystrice.
V Eurolize odehrál Ružomberok dobrou skupinovou fázi, kde skončil na druhém místě za CJM Bourges, ale před SG Comense, Mizo VSK Pécs, Botasspor Adana, GoldZack Wuppertal, Eix En Provence Basket a Lachen Ramat Hasharon, když prohrál jen 2 zápasy. Ve vyřazovací fázi o účast ve Final Four se utkal s maďarským týmem Gysev Ringa Šoproň a po vítězství 2–1 na zápasy (96–83d, 68–87v, 98–78d) postoupil. Final Four se v roce 2002 konalo ve francouzském Liévinu. Ružomberok však vyhořel hned v prvním zápase s US Valenciennes Orchies 68–100 a v zápase o 3. místo se už z nezdařeného předchozího zápasu nevzpamatoval a podlehl Italkám z Lavezzini Basket Parma 57–75.
V domácí ligové soutěži pokračovala dominance ružomberského klubu, když i průměrné výkony stačily na vysoké vítězství v zápasech. Ve finále v rozhodujícím zápase na půdě Slovanu Bratislava zvítězil Ružomberok 95–72.

#### 2002/03
Do další sezóny vstoupil Ružomberok s oslabeným kádrem, přesto s ambicemi získat domácí titul a postoupit ze skupiny Euroligy. Během sezóny se však začaly projevovat finanční problémy klubu, hráčkám se opožďovaly výplaty a poslední měsíce odehrály prakticky zdarma. Hlavní sponzor nejevil zájem do klubu investovat větší finanční prostředky, ani neměl zájem pustit do klubu jiné partnery, výsledkem čehož byl odchod Jozefa Smolka. Ještě během sezóny v březnu odešla trenérka Natália Hejková a postupně i velká část hráček. I přes oslabení a špatnou situaci skončil Ružomberok v Eurolize na 5. místě ve skupině B, což však na postup nestačilo. V domácí soutěži už pod vedením Jeleny Mozgové a jen s torzem kádru Ružomberok dokázal porazit DM Košice v rozhodujícím zápase 74–68. V této sezóně zároveň skončila 8letá neporazitelnost Ružomberku na domácích palubovkách. Ružomberok neprohrál v domácí ligové soutěži od roku 1995 – impozantní série se zastavila na čísle 253 vítězných zápasů v řadě.

### MBK Ružomberok - ústup z pozic
Ružomberok vstoupil do nové sezóny 2003/04 pod novým názvem MBK Ružomberok, s výrazně omlazeným kádrem a jedinou legionářkou, Češkou Kateřinou Křížovou. V Eurolize skončil Ružomberok s nezkušeným kádrem na posledním místě v základní skupině s výrazně pasivním skóre 908–1167 a ztratil suverenitu i v domácí ligové soutěži, když se musel sklonit před Deltou ICP Košice, čim načal šestiletou sérii, během níž byl vicemistrem země.
MBK Ružomberok v dalších letech účinkoval i v EuroCupu FIBA, ale výraznějšího úspěchu nedosáhl. V sezóně 2005/06 v osmifinále vypadl s italským družstvem Maddaloni (61–64v, 66–80d) a v sezóně 2007/08 opět v osmifinále s izraelským Elitzur Ramla (67–82v, 62–70d).
V ročníku 2008/09 se na domácí palubovku vrátila i trenérka Natália Hejková, ale v pozici trenérky ruského Dynama Moskva. Ružomberok podlehl Dynamu vysoko 104–44 a vzhledem k průběhu byl výsledek pro domácí tým ještě lichotivý. V ligové sezóně 2009/10 skončil MBK na 3. místě, což bylo nejhorší umístění za posledních 20 let. Úspěšnou byla znovu až sezona 2012/13, kdy Ružomberok postoupil do semifinále EuroCupu FIBA, kde vypadl s tureckým teamem Kaskispor Kayser.

## Sportovní hala
Ružomberok hraje zápasy ve sportovní hale Koniareň (od roku 1996) s kapacitou přibližně 4500 míst. Před výstavbou sportovní haly se zápasy hrávaly na zimním stadionu v Ružomberku (dnes stadion Stana Mikity), který byl kapacitou vyhovující, ale vzhledem k účinkování v mezinárodních soutěžích jen dočasným řešením. Vhodný prostor se našel ve vojenském areálu bývalé koňské jízdárny, dnešní sportovní hale. Objekt byl upraven pro potřeby míčových sportů a kulturních akcí, v roce 1996 takto vznikl moderní sportovní stánek. V minulosti hrával Ružomberok i v tělocvičně SOU papírenského, ve sportovní hale T18 na Plavisku a v Sokolovně naproti budově Pošty, ale i ve Veľkej dvorane Kultúrného domu Andreja Hlinku.

## Získané trofeje

### Vyhrané domácí soutěže
- Československá basketbalová liga žen / Slovenská basketbalová extraliga žen ( 14× )
  - 1990/91, 1991/92, 1992/93, 1993, 1993/94, 1994/95, 1995/96, 1996/97, 1997/98, 1998/99, 1999/00, 2000/01, 2001/02, 2002/03

### Vyhrané mezinárodní soutěže
- Euroliga v basketbalu žen ( 2× )
  - 1998/99, 1999/00

## Další úspěchy klubu
Sportovní úspěchy
- 1× semifinále Golden Cup – neoficiální mistrovství světa klubů / Paulínie (1995)
- 1× 3. místo Golden Cup – neoficiální mistrovství světa klubů / Santos (1996)
- 1× 2. místo Golden Cup – neoficiální mistrovství světa klubů / Londrina (1998)
- 1× vítěz SuperCupu (1994)
- 1× vítěz Maďarsko-slovenského poháru (1995)
- 1× 2. místo William Jones Cup – nejprestižnější asijský basketbalový turnaj (1996)
- 1× účast USA Basketball International Invitational – Ružomberok zastupoval Slovensko v zápasech s USA a Austrálií (1997)
- 1× vítěz turnaje Eurostars / Toulouse (1997)

Společenské úspěchy
- 2× vítěz ankety Športovec roka v kategorii kolektiv (1996, 1999)
- 6× TOP 3 v anketě Športovec roka v kategorii kolektiv (1995, 1996, 1997, 1998, 1999, 2000)
- 1997 - Krištáľové krídlo v kategorii sport

## Soupiska sezóny 2022/2023
| Číslo | Stát      | Hráčka                | Ročník | Výška  |
| ----- | --------- | --------------------- | ------ | ------ |
| 1     | Slovensko | Kamila Jarošová       | 2003   | 176 cm |
| 3     | Slovensko | Danica Ďuratná        | 2006   | 163 cm |
| 4     | Slovensko | Natália Uramová       | 2001   | 167 cm |
| 7     | Slovensko | Eva Škvareková        | 2001   | 175 cm |
| 8     | Slovensko | Lucia Hadačová        | 1995   | 185 cm |
| 10    | Slovensko | Štefánia Michaličková | 2007   | 178 cm |
| 11    | Slovensko | Alexandra Buknová     | 1999   | 180 cm |
| 12    | Česko     | Barbora Holubová      | 2000   | 186 cm |
| 13    | Slovensko | Dominika Urbanová     | 2000   | 172 cm |
| 15    | Slovensko | Mária Štefančová      | 2006   |        |
| 33    | Slovensko | Viktória Havranová    | 1998   | 178 cm |
| 44    | Česko     | Andrea Andělová       | 1994   | 171 cm |
| 66    | Slovensko | Martina Dovčíková     | 2002   | 182 cm |
| 77    | Slovensko | Dominika Dorková      | 2007   |        |
|       | Slovensko | Soňa Svetlíková       | 1999   | 189 cm |

## Umístění v jednotlivých sezonách
Zdroj: 
Legenda: ZČ - základní část, červené podbarvení - sestup, zelené podbarvení - postup, fialové podbarvení - reorganizace, změna skupiny či soutěže
| Československo (1979 – 1993) |                      |           |              |          |                          |
| Sezóna                       | Název v ročníku      | Úroveň    | Soutěž       | ZČ       | Play-off                 |
| 1979/80                      | SCP Ružomberok       | 1. úroveň | 1. liga      | 6. místo |                          |
| 1980/81                      | SCP Ružomberok       | 1. úroveň | 1. liga      | 6. místo |                          |
| 1981/82                      | SCP Ružomberok       | 1. úroveň | 1. liga      | 7. místo |                          |
| 1982/83                      | SCP Ružomberok       | 1. úroveň | 1. liga      | 7. místo |                          |
| 1983/84                      | SCP Ružomberok       | 1. úroveň | 1. liga      | 8. místo | Sestup                   |
| ...                          |                      |           |              |          |                          |
| 1985/86                      | SCP Ružomberok       | 1. úroveň | 1. liga      | 8. místo | Sestup                   |
| ...                          |                      |           |              |          |                          |
| 1987/88                      | SCP Ružomberok       | 1. úroveň | 1. liga      | ?. místo |                          |
| 1988/89                      | SCP Ružomberok       | 1. úroveň | 1. liga      | ?. místo |                          |
| 1989/90                      | SCP Ružomberok       | 1. úroveň | 1. liga      | ?. místo | Zápas o 3. místo (výhra) |
| 1990/91                      | SCP Ružomberok       | 1. úroveň | 1. liga      | 1. místo | Vítěz                    |
| 1991/92                      | SCP Ružomberok       | 1. úroveň | 1. liga      | 1. místo | Vítěz                    |
| 1992/93                      | SCP Ružomberok       | 1. úroveň | 1. liga      | 1. místo | Vítěz                    |
| Slovensko (1993 – )          |                      |           |              |          |                          |
| Sezóna                       | Název v ročníku      | Úroveň    | Soutěž       | ZČ       | Play-off                 |
| 1993                         | SCP Ružomberok       | 1. úroveň | 1. liga (SR) | 1. místo | Vítěz                    |
| 1993/94                      | Sipox Ružomberok     | 1. úroveň | 1. liga      | 1. místo | Vítěz                    |
| 1994/95                      | Sipox Ružomberok     | 1. úroveň | 1. liga      | 1. místo | Vítěz                    |
| 1995/96                      | MŠK Sipox Ružomberok | 1. úroveň | 1. liga      | 1. místo | Vítěz                    |
| 1996/97                      | SCP Ružomberok       | 1. úroveň | 1. liga      | 1. místo | Vítěz                    |
| 1997/98                      | SCP Ružomberok       | 1. úroveň | 1. liga      | 1. místo | Vítěz                    |
| 1998/99                      | SCP Ružomberok       | 1. úroveň | 1. liga      | 1. místo | Vítěz                    |
| 1999/00                      | SCP Ružomberok       | 1. úroveň | 1. liga      | 1. místo | Vítěz                    |
| 2000/01                      | SCP Ružomberok       | 1. úroveň | 1. liga      | 1. místo | Vítěz                    |
| 2001/02                      | SCP Ružomberok       | 1. úroveň | 1. liga      | 1. místo | Vítěz                    |
| 2002/03                      | SCP Ružomberok       | 1. úroveň | 1. liga      | 1. místo | Vítěz                    |
| 2003/04                      | MBK Ružomberok       | 1. úroveň | Extraliga    | 2. místo | Finále                   |
| 2004/05                      | MBK Ružomberok       | 1. úroveň | Extraliga    | 2. místo | Finále                   |
| 2005/06                      | MBK Ružomberok       | 1. úroveň | Extraliga    | 1. místo | Finále                   |
| 2006/07                      | MBK Ružomberok       | 1. úroveň | Extraliga    | 2. místo | Finále                   |
| 2007/08                      | MBK Ružomberok       | 1. úroveň | Extraliga    | 2. místo | Finále                   |
| 2008/09                      | MBK Ružomberok       | 1. úroveň | Extraliga    | 2. místo | Finále                   |
| 2009/10                      | MBK Ružomberok       | 1. úroveň | Extraliga    | 2. místo | Zápas o 3. místo (výhra) |
| 2010/11                      | MBK Ružomberok       | 1. úroveň | Extraliga    | 2. místo | Finále                   |
| 2011/12                      | MBK Ružomberok       | 1. úroveň | Extraliga    | 2. místo | Finále                   |
| 2012/13                      | MBK Ružomberok       | 1. úroveň | Extraliga    | 2. místo | Finále                   |
| 2013/14                      | MBK Ružomberok       | 1. úroveň | Extraliga    | 3. místo | Finále                   |
| 2014/15                      | MBK Ružomberok       | 1. úroveň | Extraliga    | 3. místo | Zápas o 3. místo (výhra) |
| 2015/16                      | MBK Ružomberok       | 1. úroveň | Extraliga    | 3. místo | Zápas o 3. místo (výhra) |
| 2016/17                      | MBK Ružomberok       | 1. úroveň | Extraliga    | 3. místo | Zápas o 3. místo (výhra) |
| 2017/18                      | MBK Ružomberok       | 1. úroveň | Extraliga    | 3. místo | Finále                   |
| 2018/19                      | MBK Ružomberok       | 1. úroveň | Extraliga    | 1. místo | Vítěz                    |
| 2019/20                      | MBK Ružomberok       | 1. úroveň | Extraliga    | 1. místo |                          |
| 2020/21                      | MBK Ružomberok       | 1. úroveň | Extraliga    | 2. místo | Vítěz                    |
| 2021/22                      | MBK Ružomberok       | 1. úroveň | Extraliga    | 1. místo | Finále                   |
| 2022/23                      | MBK Ružomberok       | 1. úroveň | Extraliga    | 2. místo | Zápas o 3. místo (výhra) |

## Účast v mezinárodních pohárech
Zdroj: 
| Výkonnostní úrovně                                                              |
| superpohár – Superpohár v basketbalu žen                                        |
| 1. výkonnostní úroveň – Pohár mistrů evropských zemí, Euroliga v basketbalu žen |
| 2. výkonnostní úroveň – Pohár Ronchettiové, EuroCup v basketbalu žen            |

Legenda: EL - Euroliga v basketbalu žen, PMEZ - Pohár mistrů evropských zemí, EC - EuroCup v basketbalu žen, SP - Superpohár v basketbalu žen, PR - Pohár Ronchettiové
- PR 1990/91 – 1. kolo
- PMEZ 1991/92 – 3. předkolo
- PMEZ 1992/93 – Zápas o 3. místo (prohra)
- PMEZ 1993/94 – 2. předkolo
- PMEZ 1994/95 – Čtvrtfinále
- PMEZ 1995/96 – Zápas o 3. místo (vítěz)
- EL 1996/97 – Zápas o 3. místo (vítěz)
- EL 1997/98 – Čtvrtfinále
- EL 1998/99 – Vítěz
- EL 1999/00 – Vítěz
- EL 2000/01 – Osmifinále
- EL 2001/02 – Zápas o 3. místo (prohra)
- EL 2002/03 – Základní skupina B (5. místo)
- EL 2003/04 – Základní skupina A (8. místo)
- EC 2004/05 – Osmifinále, Střed
- EC 2005/06 – Osmifinále
- EC 2006/07 – Šestnáctifinále
- EC 2007/08 – Osmifinále
- EC 2008/09 – Základní skupina A (4. místo)
- EC 2009/10 – Šestnáctifinále
- EC 2010/11 – Šestnáctifinále
- EC 2011/12 – Čtvrtfinále
- EC 2012/13 – Semifinále
- EC 2013/14 – Osmifinále
- EC 2017/18 – Základní skupina B (4. místo)
- EC 2018/19 – Osmifinále

## Slavné hráčky
- Eva Antalecová
- Iveta Bieliková
- Gordana Bogojevičová (Kovačevičová)
- Daniela Číkošová
- Slávka Frniaková (Bučáková)
- Barbora Garbová
- Martina Godályová
- Natália Hejková
- Renáta Hiráková
- Dagmar Huťková
- Adriana Chamajová
- Silvia Janoštinová
- Ľubica Jonisová
- Ingrida Jonkuteová
- Jelena Karpovová
- Alena Kováčová
- Andrea Kuklová
- Dalia Kurtinaitiene
- Lucia Lásková
- Zdena Látalová
- Lívia Libičová
- Lara Mandičová
- Jelena Mozgová
- Lizanne Murphyová
- Alessandra Santos de Oliveirová
- Regína Palušná
- Michaela Pavlíčková
- Zuzana Polónyiová
- Milena Rázgová
- Natália Sviščovová
- Zuzana Škvareková
- Olga Šlachovová
- Vitalia Tuomaiteová
- Sanja Veselová
- Jelena Žirková-Marenčíková
- Zuzana Žirková
- Zuzana Brezániová
- Veronika Černáková